# جون كولمان (لاعب كرة قاعدة أمريكي)
جون كولمان (بالإنجليزية: John Coleman)‏ هو لاعب كرة قاعدة أمريكي، ولد في 6 مارس 1863 في ساراتوغا سبرينغس في الولايات المتحدة، وتوفي في 31 مايو 1922 في ديترويت في الولايات المتحدة.

## وصلات خارجية
- جون كولمان (لاعب كرة قاعدة أمريكي) على موقعبيزبول رفرنس.كوم (الدوري الرئيسي) (الإنجليزية)